# Maticha
Maticha ist eine Weißweinsorte. Am weitesten verbreitet ist sie in Marokko. Sie wird hauptsächlich in der Nähe der Stadt Meknès am Fuß des Mittleren Atlas angebaut. Kleiner Bestände sind auch in Argentinien bekannt.
Die Sorte wurde erstmals von Vidal und Roche vollständig beschrieben. Der Name bedeutet Tomatentraube und bezieht sich auf die Form der Beere. Als Tafeltraube wird sie lokal wegen ihrer außergewöhnlichen Form geschätzt.
Synonyme: Bou Touggala, Bou Touqqala, Chetoui

## Ampelographische Sortenmerkmale
In der Ampelographie wird der Habitus folgendermaßen beschrieben:
- Die Triebspitze ist offen. Sie ist weißwollig behaart. Die gelb-grünen Jungblätter sind leicht wollig behaart.
- Die großen, dunkelgrünen Blätter sind fünflappig und mitteltief gebuchtet (siehe auch den Artikel Blattform). Die Stielbucht ist U-förmig offen. Die Blattoberfläche (auch Blattspreite genannt) ist leicht blasig und wellig.
- Die kegelförmige Traube ist groß (ca. 25 cm lang) und mäßig dichtbeerig. Die fast tomatenförmigen Beeren sind groß und von weißlich-grüner Farbe. Die Schale der Beeren ist sehr dick.

Die Rebsorte reift unter vergleichbaren Bedingungen fast 32 Tage nach dem Gutedel. Sie gilt somit als spät reifend. Maticha ist eine Varietät der Edlen Weinrebe (Vitis vinifera). Sie besitzt zwittrige Blüten und ist somit selbstfruchtend. Beim Weinbau wird der ökonomische Nachteil vermieden, keinen Ertrag liefernde, männliche Pflanzen anbauen zu müssen.